# Santa María de las Hoyas
Santa María de las Hoyas è un comune spagnolo situato nella comunità autonoma di Castiglia e León.